# Peter Ashdown
 Peter Ashdown  va ser un pilot de curses automobilístiques britànic que va arribar a disputar curses de Fórmula 1.
Peter Ashdown va néixer el 16 d'octubre del 1934 a Danbury (Essex), Anglaterra.

## A la F1
Va debutar a la cinquena cursa de la temporada 1959 (la desena temporada de la història) del campionat del món de la Fórmula 1, disputant el 18 de juliol del 1959 el GP de la Gran Bretanya al Circuit d'Aintree.
Peter Ashdown va participar en una única prova puntuable pel campionat de la F1, i finalitzà dotzè la cursa sense assolir cap punt per al campionat del món de pilots.

## Resultats a la Fórmula 1
| Any  | Equip             | Xassís      | Motor  | 1   | 2   | 3   | 4   | 5      | 6   | 7   | 8   | 9   | Posició | Punts |
| ---- | ----------------- | ----------- | ------ | --- | --- | --- | --- | ------ | --- | --- | --- | --- | ------- | ----- |
| 1959 | Alan Brown Equipe | Cooper (F2) | Climax | MON | 500 | HOL | FRA | GBR 12 | ALE | POR | ITA | USA | -       | 0     |

### Resum
| Curses: | Victòries: | Pòdiums: | Poles: | Voltes ràpides: | Punts: |
| ------- | ---------- | -------- | ------ | --------------- | ------ |
| 1       | 0          | 0        | 0      | 0               | 0      |